# Jake E. Lee
Jake E. Lee (született: Jakey Lou Williams) (Norfolk, Virginia, 1957. február 15. –) amerikai gitáros. Leginkább Ozzy egykori gitárosaként, majd saját zenekarának a Badlandsnek a gitárosaként ismert. Ozzy mellett a Bark at the Moon és a The Ultimate Sin lemezeken hallható. 2013-ban új bandát alapított Red Dragon Cartel néven, a zenekar első lemeze pedig a Billboard's Album Charts listájának 69 helyén nyitott.

## Pályafutása

### Korai évek
Apai ágon walesi felmenőkkel, anyai ágon pedig japán ősökkel rendelkezik. San Diegóban nőtt fel, ahol már gyermekkorában zongoraleckéket vett. A rockzenével nővére ismertette meg Jimi Hendrixen és a Led Zeppelinen keresztül. Ezek után Lee magától, autodidakta módon tanult meg gitározni, ekkortájt a példaképei Tommy Bolin, Jeff Beck és Ritchie Blackmore voltak. Később saját bevallása szerint nagy hatással volt még rá továbbá Eddie Van Halen és Randy Rhoads.
Az 1970-es évek vége felé több Hollywoodi zenekarban megfordult. Miután a Mickey Ratt zenekar átköltözött Los Angeles-be Lee csatlakozott hozzájuk, és megjelentették "Dr. Rock/Drivin' on E" című kislemezt. Lee akkor hagyta el a zenekart, amikor az lerövidítette a nevét pusztán csak Ratt-re. Ezt aztán egy rövid kitérő követte a Rough Cutt-ban.

### Ozzy Osbourne
Randy Rhoads halála után Ozzy új gitáros után kellett, hogy nézzen. Dana Strum, aki annak idején Rhoads-ot ajánlotta, most Leet javasolta Ozzynak. A válogatások végére George Lynch és Lee maradtak az "utolsó körben", végül Ozzy Lee-t választotta. Ezt követően Lee a US Festival 1983-on csatlakozott Ozzy zenekarához, így rögtön az első Ozzy-s fellépésén 350 000 ezer ember előtt játszott.
1983 végén megjelent a "Bark at the Moon" lemez, melyről rendszeresen játszották a "So Tired" és "Bark at the Moon" c. számokat az MTV-n és a rádiókban. A lemezből napjainkig mintegy 3 millió darab kelt el az Egyesült Államokban, ezzel elérve háromszoros platinalemez státuszt. A lemez megjelenése után egy "gigaturné" következett a Mötley Crüe-vel.
Három évvel később újabb lemez következett, a "The Ultimate Sin". Bár a lemez kétszeres platinalemez lett, valamint a Billboard 200-as listán a lemez a 6. helyen nyitott, a "Shoot In The Dark" c. szám pedig a Billboard Hot 100-as lista 68. helyén, a Mainstream Rock lista 6. helyén végzett, a régi Ozzy rajongók nem igazán szerették a lemezt. Szerintük az túl rádióbarát, ötlettelen és egyébként is túl Mainstream. Vannak akik szerint, a lemezt egyedül a Lee zsenialitásából fakadó remek gitárjáték menti meg valamelyest. A turné Kansas City-beli állomásán rögzítették a "The Ultimate Ozzy" c. koncertfilmet, mely aztán 1986. augusztus 11-én került kiadásra.
A turné vége után, 1987-ben Lee és Ozzy útjai különváltak. Lee egy interjúban ezt azzal magyarázta, hogy felmerült bennük a gondolat, hogy kísérletet kellene tenni a hangzásvilág szélesítésére. Erre ő írt valamit, amire Ozzy reakciója az volt, hogy az túl bluesos és nem illik bele a zenekar profiljába. Ezt a kört még párszor lefutották, majd Lee ki lett rúgva. Az interjú során Lee azt is elmondta, hogy a kirúgásával kapcsolatban Ozzy a következőket mondta: "Nem személyes ügy. Itt az idő, hogy kitárd a szárnyaid és szárnyalj. Nem kívánok mást, csakis a legjobbakat neked."

### Badlands
1988-ban megalapította saját blues - hard rock zenekarát a Badlandset. A zenekar többi tagja Ray Gillen (egykori Black Sabbath énekes), Eric Singer (később a Kiss dobosa), valamint Greg Chaisson (vele egy Ozzy meghallgatáson találkozott). Első lemezük a "Badlands" 1989-ben jelent meg, és a The Billboard 200-as lista 57. helyét foglalta el.
Az 1991-ben Eric Singer elhagyta a zenekart, hogy csatlakozhasson a Kiss-hez. Ezt követte a sikertelen "Voodoo Highway" lemez. Később a lemez turnéja során Ray Gillen is kivált a zenekarból egészségi problémák miatt, majd ezt követően, 1993-ban AIDS-ből fakadó szövődmények miatt elhunyt.
Harmadik lemezük 1999-ben jelent meg "Dusk" címen, ez azonban nem egy új lemez, hanem egy 1992 és 1993 közti demokat tartalmazó korong.

### A hallgatás évei
A Badlands után viszonylagos csend honolt Lee körül. Jobbára csak pár Queen, AC/DC, Rush, Van Halen, Randy Rhoads, és Metallica tribute albumon tűnt fel. 1996-ban megjelentette instrumentalis lemezét az "A Fine Pink Mist" albumot. Ezt a kritikusok imádták, Joe Satriani "Surfing with the Alien" lemezéhez hasonlították.
2011-ben megjelent Ron Keel új bandájának a Beggars & Thievesnek a "We Come Undone" c. videóklipjében, melyben a gitárszólót is ő játszotta.

### Red Dragon Cartel
2013-ban Lee új zenekarral jelentkezett a Red Dragon Cartelel. A zenekar első lemeze a Billboard's Album Charts listájának 69 helyén nyitott.

## Diszkográfia
Rough Cutt
- A "A Little Kindness" and "Used and Abused" c. számok (1981)

Ozzy Osbourne
- Bark at the Moon (1983)
- The Ultimate Sin (1986)

Badlands
- Badlands (1989)
- Voodoo Highway (1991)
- Dusk (1998)

Wicked Alliance
- Twisted Beauty Demo (felvéve éve: 1994)

Solo
- A Fine Pink Mist (1996)
- Retraced (2005)
- Guitar Warrior (2007)
- Running with the Devil (2008)

Mickey Ratt (ismertebb nevén a Ratt)
- The Garage Tape Dayz 78-81 (2000)

Enuff Z'Nuff
- Dissonance (2009)

Red Dragon Cartel
- Red Dragon Cartel (2014)